# Auneau
Auneau település Franciaországban, Eure-et-Loir megyében. Lakosainak száma 4767 fő (2018. január 1.). Auneau Roinville és Saint-Symphorien-le-Château községekkel határos.

## Népesség
A település népességének változása:
| Lakosok száma | 2014 | 2358 | 2791 | 3098 | 3880 | 4086 | 4223 | 5910 | 4670 | 4767 |
|               | 1962 | 1968 | 1975 | 1990 | 1999 | 2008 | 2013 | 2016 | 2017 | 2018 |